# 레이철 화이트리드
레이철 화이트리드(Rachel Whiteread, 1963년 4월 20일 ~ )는 영국의 미술가로, 주로 캐스팅 기법을 통해 조각 작품을 제작한다. 1993년 여성 최초로 터너상을 수상했다.
화이트리드는 1997년 <센세이션(Sensation)>전에 참가한 YBA 가운데 한 명이다. 대표작으로는 빅토리아식 주택 전체의 내부를 콘크리트로 캐스팅한 〈집(House)〉(1993), 도서관의 책장을 닮은 〈홀로코스트 기념비(Holocaust Monument)〉(2000)를 비롯해 런던 트라팔가 광장에 설치하기 위해 만든 〈무제 기념비(Untitled Monument)〉(2001)가 있다.

## 생애
화이트리드는 1963년 영국 일퍼드(Ilford)에서 태어나 7살까지 에섹스 지방의 시골에서 자랐고, 이후 가족과 함께 런던으로 이주했다. 어머니 패트리샤 화이트리드(Patricia Whiteread) 또한 예술가였으며, 2003년 72세로 사망했다. 아버지 토마스 화이트리드(Thomas Whiteread)는 지리 교사이자 기술전문학교 관리자였고, 평생 노동당을 지지했다. 그는 레이첼 화이트리드가 예술 학교에 재학 중이던 1988년에 사망했다. 레이첼 화이트리드는 이들의 세 딸 가운데 셋째이다.
화이트리드는 조각가 리처드 윌슨(Richard Wilson)의 캐스팅 워크샵을 수강했고, 사물을 캐스팅하는 작업의 가능성을 깨닫기/실현하기 시작했다. 그는 사이프러스 예술학교(Cyprus College of Art)에 잠깐 다니다가 1985년부터 1987년까지 런던 유니버시티컬리지(University College)의 슬레이드예술학교(Slade School of Art)에서 수학했으며, 1987년 석사과정을 졸업했다.
얼마동안 그는 하이게이트 묘지(Highgate Cemetery)에서 낡아서 손상된 관 뚜껑을 수리하는 일을 했다. 1987년부터 전시를 시작해, 이듬해인 1988년에는 첫 번째 개인전을 개최했다. 현재는 런던 동부에서 파트너이자 동료 조각가인 마커스 타일러(Marcus Taylor)와 함께 생활하며 작업한다. 이들 사이에는 아들이 둘 있다.

## 작품 세계

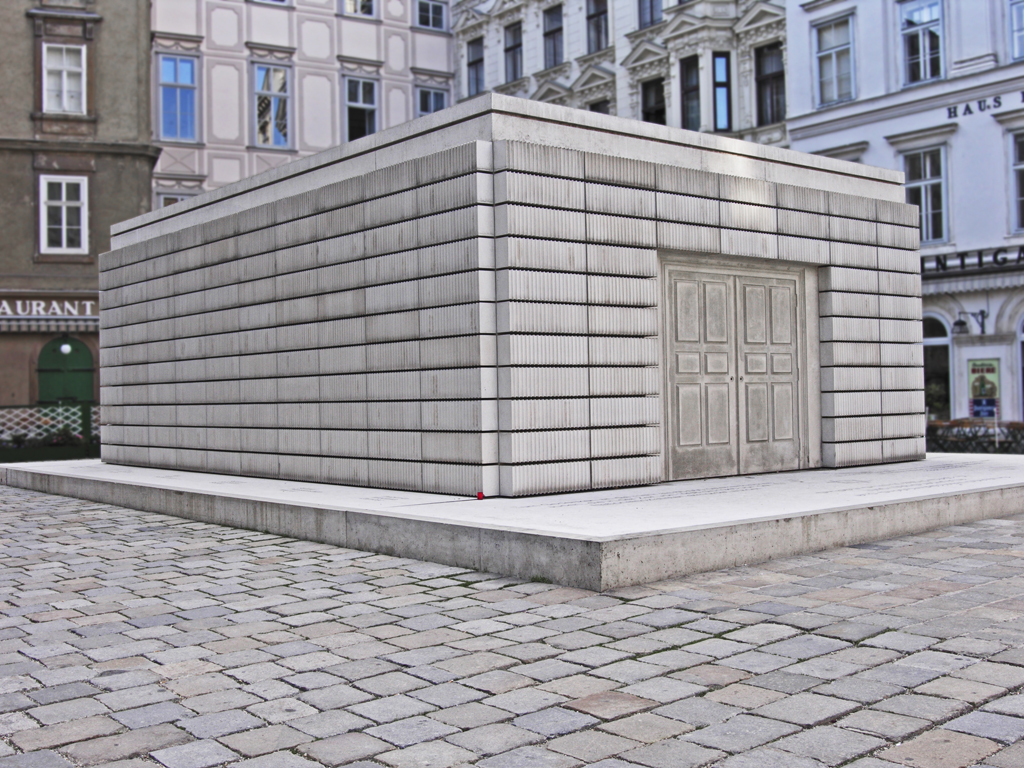
〈홀로코스트 기념비〉, 2000, 비엔나 유덴플라츠 설치 전경

화이트리드의 작품 다수는 평범한 가정용 사물의 '네거티브 공간'을 캐스팅한 것이다. 의자나 탁자같은 가구의 안쪽이나 주변 공간을 주조하기도 하고, 건축적 디테일이나 방 전체, 또는 건물 전체를 다루기도 한다. 작가는 캐스팅이 "여러 해 동안 사용되고 난 잔여물"을 담고 있다고 말한다. 화이트리드는 작품에서 주로 선과 형태에 주목한다.
슬레이드 예술학교 재학 당시, 화이트리드는 가정용 사물을 캐스팅한 첫 번째 작품인 〈벽장(Closet)〉을 만들었다. 작가는 나무 옷장의 내부를 석고로 주조한 뒤 이를 검은 펠트로 덮었다. 이 작품은 어두운 벽장 속에 숨어 있던 어린 시절의 편안한 기억에서 출발한 것이었다. 졸업 후에 작가는 EAS(Enterprise Allowance Scheme)를 통해 작업실 공간을 임대했다. 아버지가 세상을 떠난 지 얼마 되지 않아 작가는 침대 밑 공간을 주조한 작품 〈얕은 숨(Shallow Breath)〉(1988)을 만들었다. 이 두 작품은 다른 가정용 사물을 캐스팅한 작품들과 함께 1988년 개최된 작가의 첫 개인전에 전시되었다. 전시된 작품은 모두 판매되었고, 작가는 더 큰 작품을 제작하기 위한 기금에 지원할 수 있게 되었다.

### 〈집〉과 터너 상 수상

〈둑〉, 2005, 테이트 모던 설치 전경

1993년 10월, 화이트리드는 빅토리아 양식의 주택을 주조한 작품 〈집〉을 완성했다. 그는 1991년부터 집 전체를 캐스팅하는 작업을 구상하기 시작했다. 그와 아트앤젤(Artangel)의 제임스 링우드(James Lingwood)는 1992년 런던 북부와 동부에서 철거 예정인 주택들을 살펴 보았으나, 한 채도 확보하지 못했다. 1992년에서 1993년, 화이트리드는 DAAD 예술가 프로그램의 기금을 받아 베를린에 있는 예술가 레지던시에 머물고 있었다. 베를린에 체류하는 동안 그는 개성 없는 보통의 방을 짓고 캐스팅한 작품 〈무제(방)〉을 제작했다. 캐스팅 작업 전에 그는 벽지와 창문, 문으로 방 크기의 상자 내부를 마감했다. 이 작품은 현재 뉴욕 현대미술관(MoMA, Museum of Modern Art)에 소장되어 있다.
화이트리드의 대표작인 〈집〉은 빅토리아 양식의 주택 전체를 콘크리트로 주조한 작품으로, 1993년 가을에 완성되었다. 이 작품은 원래의 집이 위치하고 있던 이스트런던 그로브가 193번지에 전시되었고, 당시 이 길의 모든 집들은 이미 철거된 상태였다. 작품에 대한 반응은 복잡했다. 1993년 최고의 yBa로서 터너상을 수상하기도 했고, K 재단에서 최악의 영국 예술가로 선정되기도 했다. 그는 여성 예술가로는 최초로 터너 상을 수상했다. 햄릿 타워 위원회(Tower Hamlets London Borough Council)은 1994년 1월 11일 〈집〉을 철거했고, 이 결정 또한 논쟁을 불러 일으켰다.